# Kamendaka incommoda
Kamendaka incommoda är en insektsart som beskrevs av Frederick Arthur Godfrey Muir 1917. Kamendaka incommoda ingår i släktet Kamendaka och familjen Derbidae. Inga underarter finns listade i Catalogue of Life.